# Inni í Dal
Inni í Dal, hvilket kan oversættes til "Inde i Dalen", er et sted i en fjelddal på øen Sandoy i Færøerne. På stedet er der en fodboldbane, der er hjemmebane for den lokale fodboldklub B71, men der ligger også Sandoys fælles folkeskole for de store klasser, Sandoyar Meginskúli.

## Forholdet mellem skole og klub
Kommunerne på Sandoy var i 1970 begyndt at bygge en ny fælles folkeskole for overbygningselever fra hele øen, og det nydannede B71 havde brug for en fodboldbane var det naturligt, at bygningen af skolen og fodboldbanen skete på samme sted. Begge blev bygget og stod klar til brug i 1971.
Der er en enestående forbindelse mellem skolen og holdet. Intet andet sted i Færøerne medfinancierer en skole udgiften til et lokalt fodboldhold, og stiller sin ejendom gratis til rådighed uden at få del i overskuddet. Dette har ikke desto mindre været tilfældet siden grundlæggelsen af både skolen og holdet. Der er en stående aftale om, at B71 gratis kan anvende både bane, omklædningsrum og andre faciliteter.

## Opgradering og udvidelser
Færdiggørelsen af et område med 300 siddepladser og udskiftning af kunstgræs med naturligt græs i hhv. 2010 og 2011 betød, at fodboldbanen nu lever op til UEFAs obligatorske standarder, så B71 kunne bruge banen i ligakampe. De rykkede dog ud af ligaen efter 2011-sæsonen.
I 2011 påbegyndtes arbejdet med en ny indendørs sportshal, der stod klar til brug i november 2012.